# Balthazar Johannes Vorster
Balthazar Johannes "John" Vorster, eller B. J. Vorster, född 13 december 1915 i Uitenhage, Kapprovinsen (i nuvarande Östra Kapprovinsen), död 10 september 1983 i Kapstaden, var en sydafrikansk politiker (nationalist), landets premiärminister från 1966 till 1978 och därefter president från 1978 till 1979. Hans långa regering kom att symbolisera raspolitiken apartheids kulmen, däribland Sowetoupproret och Steve Bikos död, men kom också att minnas för en viss nyorientering, särskilt "samexistenspolitiken" på det utrikespolitiska området. Vorster lämnade politiken efter en korruptionsskandal.

## Biografi
Vorster föddes i Kapprovinsen. Under juridikstudier i Stellenbosch kom han i kontakt med boernationalistiska och nazistsympatiserande grupperingar och var under en tid gruppledare i den militanta Ossewabrandwag. Från 1940 var han verksam som advokat men internerades av den sydafrikanska regeringen för sin öppet protyska hållning. Han släpptes 1944 efter två år i interneringsläger och blev efter en "normaliseringsperiod" medlem i Nationalistpartiet 1953 och valdes samma år in i underhuset. Vorster utsågs till biträdande utbildningsminister sedan Hendrik Verwoerd bildat regering 1958 och blev tre år senare justitieminister. Som en förkämpe för rassegregationen, apartheid, genomdrev han ett flertal förräderirättegångar och översåg bland annat Nelson Mandela livstidsdom 1964. Sedan Verwoerd mördats 1966 valdes Vorster till partiledare och kort därefter till premiärminister. 

## Premiärminister och president
Genom hans försorg avskaffades 1968 den sista politiska representation som vikts åt den färgade blandbefolkningen i Kapprovinsen. Inrikespolitiskt genomdrevs bantustanernas autonomi med stor hårdhet, och brott mot de restriktioner som införts för afrikanernas vistelser i vita områden kunde bestraffas med deportation, internering och stränga fängelsestraff. Även vita som motsatte sig regeringens politik med mer eller mindre våldsamma medel kunde drabbas av den ökända Terrorism Act 1967, vilken möjliggjorde frihetsberövande utan formell anklagan om brott laglig under en obegränsad period. Även oppositionella United Party stödde lagen. Gentemot den svarta oppositionen var Vorster kompromisslös och hård. Upploppen i Soweto 1976, som utlösts sedan Vorsters ministär försökt utöka bruket av afrikaans som undervisningsmål för svarta, slogs ned med vapenmakt till priset av hundratals döda. Utrikespolitiskt upprätthölls ockupationen av Sydvästafrika (nuvarande Namibia) trots utfrysning av världssamfundet, och gav stöd till Portugal och dess ledare Antonio Salazars styre i Angola och Moçambique i hopp om att kunna undvika ett afrikanskt maktövertagande som skulle kunna inspirera de inhemska befrielserörelserna. Sedan kolonierna uppnått självständighet till trots försökte Vorster bedriva en samexistenspolitik och bidrog under tryck av Gerald Fords administration till Ian Smiths avgång och Robert Mugabes maktövertagande i Rhodesia/Zimbabwe. Kontroversiellt blev därför ett sydafrikanskt flyganfall mot Kassinga våren 1978, då nära 1000 flyktingar från Sydvästafrika och kubanska hjälptrupper omkom.
Efter massiv kritik från yttre och inre håll mot regeringens hårdhänta politik och ett flertal turer kring hans sviktande hälsa avgick Vorster 1978 till följd av en korruptionsskandal. Han efterträddes av sin långvarige försvarsminister, Pieter Botha och tillträdde elva dagar senare den symboliska posten som president. Sedan hans roll i skandalen, i vilken regeringens informationsminister Petrus Cornelius Mulder svindlat bort 75 miljoner rand för att genom ombud etablera en engelskspråkig tidning (The Citizen) till stöd för Vorsters politik, gick han i pension och avled kort därefter.

## Eftermäle
Med tolv år var Vorsters regering den näst längsta sammanhängande i republiken Sydafrikas historia (efter James Hertzog). Hatad av större delen av omvärlden var han starkt kontroversiell även inom den vita valmannakåren, men behöll länge efter sitt makttillträde stor popularitet bland såväl afrikaaner som engelskspråkiga sydafrikaner, vilket tillskrivits hans "öppna" och excentriska, ofta på gränsen till självironiska personlighet. Han tillät afrikanska diplomater att leva i vita områden i Pretoria, huldade relationerna med det svarta Malawis diktator Hastings Banda och försökte genom slopad rasdiskriminering inom idrotten återbörda Sydafrika en plats vid de olympiska sommarspelen 1968, vilket dock misslyckades efter känslosamma protester från flera afrikanska stater. Det Sydafrika på vilket han lämnade en personlig prägel benämnde han själv som "världens lyckligaste polisstat".